# Mont Nokogiri (Hokkaidō)
Pour les articles homonymes, voir Mont Nokogiri (Chiba) et Mont Nokogiri (Akaishi).
Le mont Nokogiri (鋸岳, Nokogiri-dake)  est une montagne culminant à 2 142 m d'altitude dans le groupe volcanique Daisetsuzan des monts Ishikari en Hokkaidō au Japon.